# Rubašov
Rubašov (dříve Raclavec, německy Rubaschhof) je osada, část města Slavonice v okrese Jindřichův Hradec v Jihočeském kraji, kterou tvoří 3 obytné domy (čp. 1, 3 a 6) a k nim patřící hospodářská stavení. Leží 3,5 kilometru severně od Slavonic při silnici ze Slavonic do Českého Rudolce. Některé objekty jsou využívány k rekreaci a víkendovým pobytům majitelů.
Rubašov byl původně součástí katastrálního území Slavonice, ale při přídělovém řízení bylo toto území na severu Slavonic odděleno a část přešla pod katastrální území Vlastkovec a na části vznikla další samostatná katastrální území Dolní Bolíkov-Nová Ves a Dolní Bolíkov-Rubašov.

## Historie
První písemná zmínka o vesnici pochází z roku 1365.

## Obyvatelstvo
| Rok            | 1869 | 1880 | 1890 | 1900 | 1910 | 1921 | 1930 | 1950 | 1961 | 1970 | 1980 | 1991 | 2001 | 2011 | 2021 |
| -------------- | ---- | ---- | ---- | ---- | ---- | ---- | ---- | ---- | ---- | ---- | ---- | ---- | ---- | ---- | ---- |
| Počet obyvatel | 16   | 20   | 24   | 19   | 19   | 17   | 20   | 5    | 13   | 5    | 3    | 2    | 1    | 1    | 3    |
| Počet domů     | 5    | 5    | 5    | 5    | 5    | 5    | 5    | 3    | 2    | 2    | 2    | 2    | 3    | 3    | 3    |

## Fotogalerie

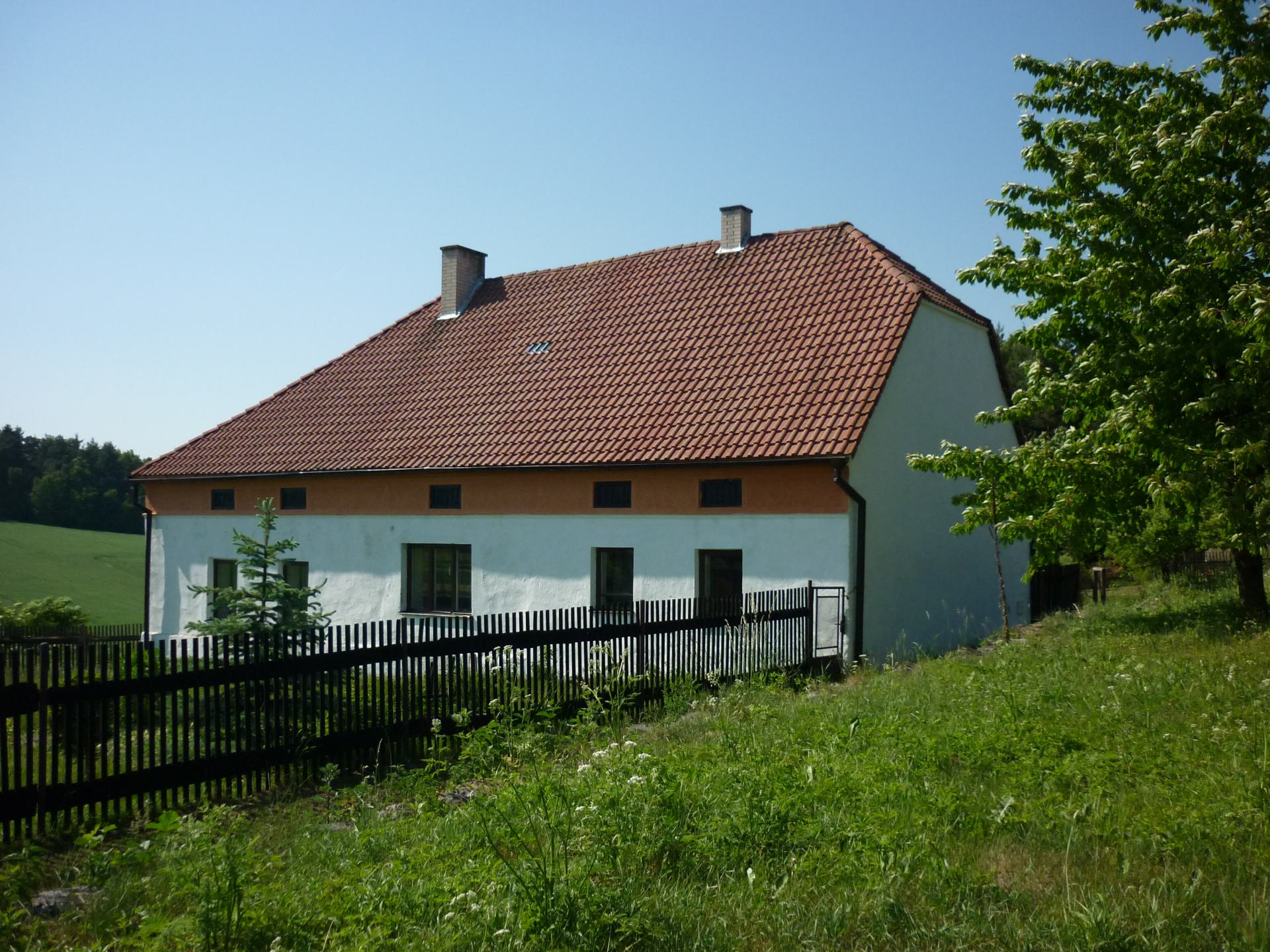
Dům čp. 3
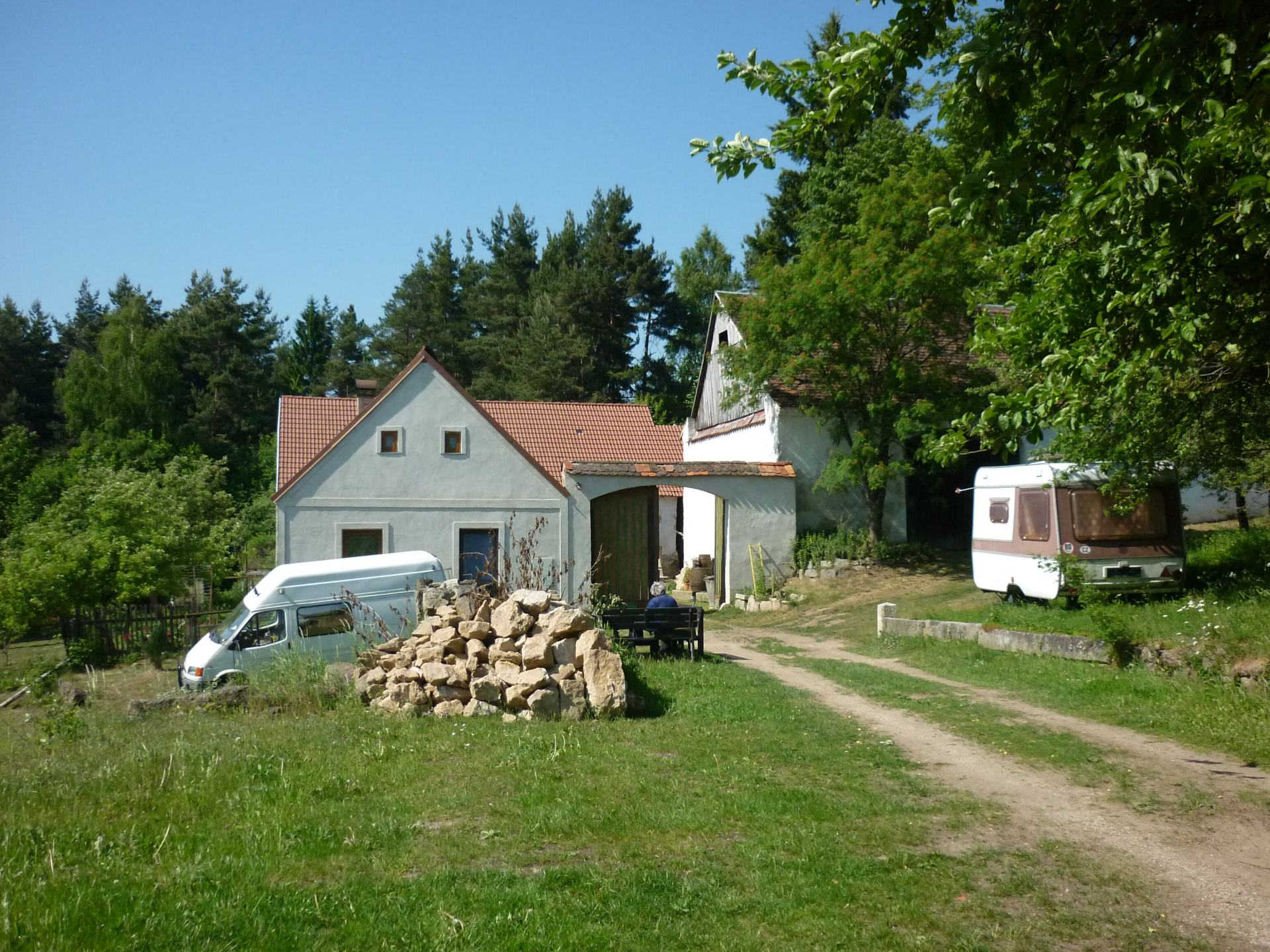
Dům čp. 6
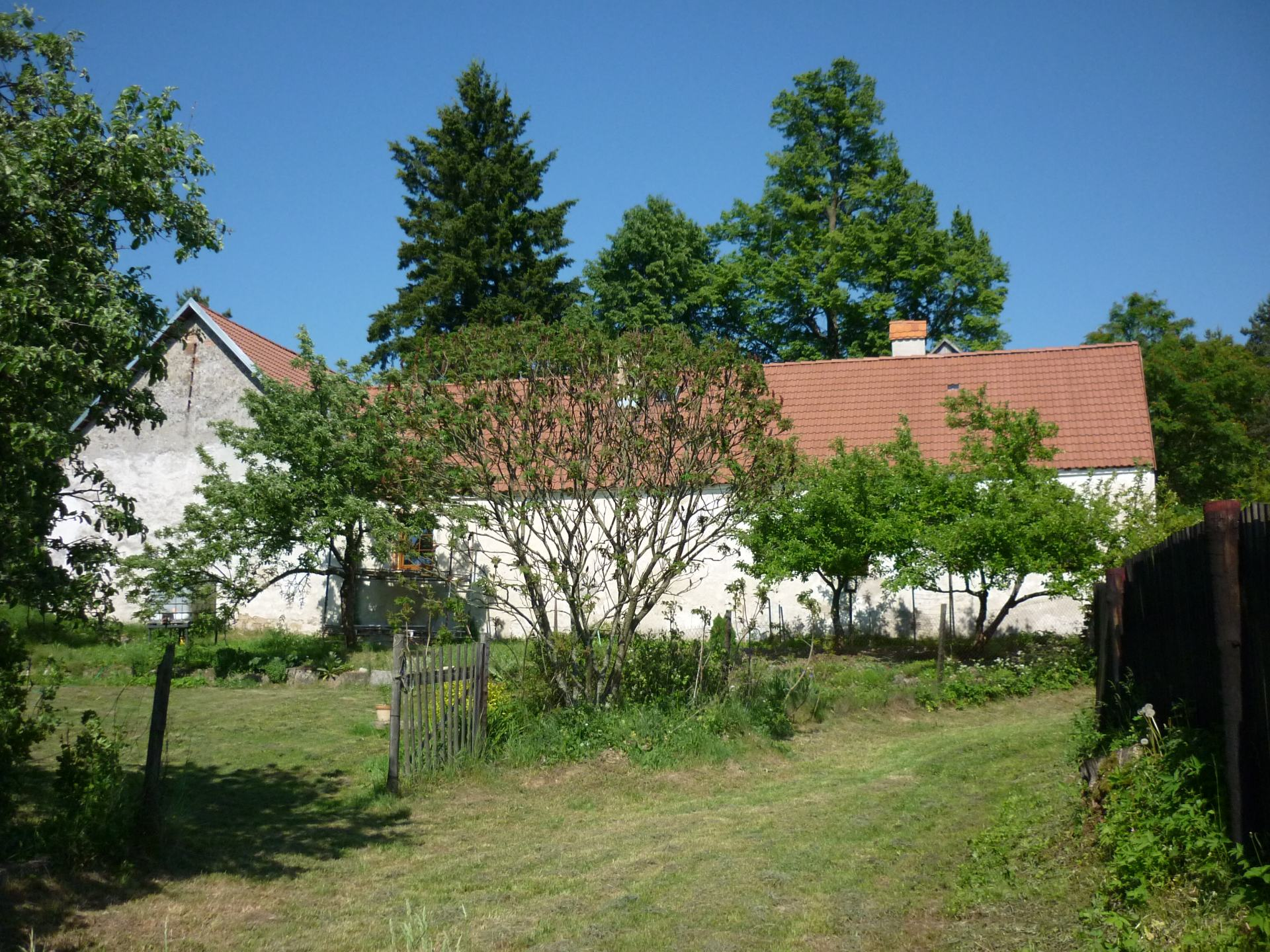
Dům čp. 6